# Superpohár UEFA 2003
Dvacátý osmý ročník Superpoháru UEFA byl odehrán na Monackém stadionu Stade Louis II., kde se pravidelně hrál pravidelně již od roku 1998. Ve vzájemném zápase se střetli 29. srpna 2003 vítěz Ligy mistrů UEFA v ročníku 2002/2003 – AC Milán – a vítěz Poháru UEFA ve stejném ročníku – FC Porto.
Po utkání, kdy tým FC Porto prohrál 0:1, trenér José Mourinho prohlásil: „Jsem přesvědčen, že odtud můžeme jít do Ligy mistrů a jistotou můžeme soupeřit s jakýmkoliv týmem.“

## Zápas
| 29. srpna 2003 20.45 CET |       |          |                                                 |
| AC Milán                 | 1 : 0 | FC Porto | Stade Louis II., Monako rozhodčí: Graham Barber |
| Andrij Ševčenko 10'      |       |          | Stade Louis II., Monako rozhodčí: Graham Barber |

| AC Milán:       |    |                   |  |     |  |     |
|                 |    |                   |  |     |  |     |
| B               | 1  | Dida              |  |     |  |     |
| PO              | 14 | Dario Šimić       |  |     |  |     |
| SO              | 13 | Alessandro Nesta  |  |     |  |     |
| SO              | 3  | Paolo Maldini     |  |     |  |     |
| LO              | 26 | Giuseppe Pancaro  |  |     |  |     |
| DZ              | 8  | Gennaro Gattuso   |  |     |  |     |
| SZ              | 21 | Andrea Pirlo      |  | 83' |  |     |
| SZ              | 20 | Clarence Seedorf  |  | 19' |  | 71' |
| ÚZ              | 10 | Rui Costa         |  |     |  | 85' |
| SÚ              | 7  | Andrij Ševčenko   |  |     |  | 76' |
| SÚ              | 9  | Filippo Inzaghi   |  |     |  |     |
| Náhradníci:     |    |                   |  |     |  |     |
| B               | 77 | Christian Abbiati |  |     |  |     |
| O               | 2  | Cafu              |  |     |  | 85' |
| O               | 24 | Martin Laursen    |  |     |  |     |
| Z               | 23 | Massimo Ambrosini |  | 90' |  | 71' |
| Z               | 27 | Serginho          |  |     |  |     |
| Ú               | 11 | Rivaldo           |  |     |  | 76' |
| Ú               | 15 | Jon Dahl Tomasson |  |     |  |     |
| Trenér:         |    |                   |  |     |  |     |
| Carlo Ancelotti |    |                   |  |     |  |     |

| PORTO:        |    |                    |     |     |
|               |    |                    |     |     |
| B             | 99 | Vítor Baía         |     |     |
| PO            | 22 | Paulo Ferreira     |     |     |
| SO            | 2  | Jorge Costa        |     |     |
| SO            | 4  | Ricardo Carvalho   |     |     |
| LO            | 5  | Ricardo Costa      |     |     |
| DZ            | 6  | Costinha           |     | 67' |
| SZ            | 10 | Deco               |     |     |
| SZ            | 18 | Maniche            | 90' |     |
| ÚZ            | 15 | Dmitrij Aleničev   |     | 75' |
| SÚ            | 11 | Derlei             |     |     |
| SÚ            | 77 | Benni McCarthy     |     | 60' |
| Náhradníci:   |    |                    |     |     |
| B             | 13 | Nuno               |     |     |
| O             | 3  | Pedro Emanuel      |     |     |
| O             | 17 | José Bosingwa      |     | 67' |
| O             | 30 | Mário Silva        |     |     |
| Z             | 23 | Pedro Mendes       |     |     |
| Z             | 25 | Ricardo Fernandes  | 86' | 75' |
| Ú             | 9  | Edgaras Jankauskas |     | 60' |
| Trenér:       |    |                    |     |     |
| José Mourinho |    |                    |     |     |

| Muž zápasu: Andrij Ševčenko (AC Milán) Asistenti: David Babski David Bryan Čtvrtý rozhodčí: Uriah Rennie |

## Vítěz
| UEFA Super Cup 2003 AC Milán |